# Eudorylas stigmaticusstigmaticus
Eudorylas stigmaticusstigmaticus är en tvåvingeart som först beskrevs av Malloch 1912.  Eudorylas stigmaticusstigmaticus ingår i släktet Eudorylas och familjen ögonflugor. Inga underarter finns listade i Catalogue of Life.